# Elezioni presidenziali in Uzbekistan del 2015
Le elezioni presidenziali in Uzbekistan del 2015 si tennero il 29 marzo.

## Risultati
| Islom Karimov      | Partito Liberale Democratico dell'Uzbekistan                  | 17 122 597 | 91,83 |  |  |  |  |  |
| Akmal Saidov       | Partito Democratico dell'Uzbekistan «Ricostruzione Nazionale» | 582 688    | 3,12  |  |  |  |  |  |
| Khatamjan Ketmanov | Partito Democratico Popolare dell'Uzbekistan                  | 552 309    | 2,96  |  |  |  |  |  |
| Nariman Umarov     | Partito Social Democratico della Giustizia                    | 389 024    | 2,09  |  |  |  |  |  |
| Totale             | Totale                                                        | 18 646 618 | 100   |  |  |  |  |  |
|                    |                                                               |            |       |  |  |  |  |  |
| Voti non validi    | Voti non validi                                               | 295 731    | 1,56  |  |  |  |  |  |
| Votanti            | Votanti                                                       | 18 942 349 | 91,08 |  |  |  |  |  |
| Elettori           | Elettori                                                      | 20 798 052 |       |  |  |  |  |  |